# Tigre (jagare)
Tigre var en så kallad "stor jagare" ("contre-torpilleur") av Chacal-klass som byggdes för den franska flottan under 1920-talet. Förutom korta perioder i Engelska kanalen och Franska Västafrika tillbringade hon hela sin tjänstgöringstid i Medelhavet. Fartyget tilldelades torpedskolan i Toulon 1932 och förblev där tills andra världskriget inleddes i september 1939. Hon tilldelades då konvojeskort i Atlanten. I juli 1940 var fartyget närvarande när britterna attackerade de franska fartygen vid Mers-el-Kébir, men lyckades undkomma utan skador. Efter att ha nått Toulon placerades Tigre i reserv de kommande två åren. När tyskarna försökte ta över den franska flottan i november 1942 var hon ett av de få fartyg som inte sänktes och erövrades i stort sett intakt.
Tyskarna överlämnade henne senare till den italienska flottan (Regia Marina) som döpte om henne till FR 23 när de tog henne i bruk i början av 1943. Fartyget var under reparation i Italien när Italien kapitulerade i september, men lyckades ansluta sig till de allierade. Hon gavs till de fria fransmännen månaden därpå, men behövde omfattande reparationer som pågick fram till början av 1944. Tigre återvände till att eskortera konvojer i några månader innan en mer omfattande rekonstruktion påbörjads som varade fram till början av 1945. Hon tilldelades sedan flankstyrkan som skyddade de allierade styrkorna i Tyrrenska havet från de tyska styrkorna i norra Italien under resten av kriget. Flera veckor efter krigsslutet i maj stödde fartyget de franska styrkorna i Algeriet under upploppen i maj-juni. Tigre användes sedan som ett snabb trupptransportfartyg till slutet av 1946. Hon blev ett skytteutbildningsfartyg fram till mitten av 1948 och hennes skrov användes därefter av flottans ingenjörsskola. Fartyget ströks från flottans lista 1954 och skrotades året därpå.

## Design och beskrivning
Fartygen i Chacal-klassen var utformade för att mäta sig med de stora italienska jagarna i Leone-klassen. De hade en total längd på 126,8 meter, en bredd på 11,1 meter och ett djupgående på 4,1 meter. Fartygens deplacement var 2 126 ton vid standardlast och 2 980-3 075 ton vid fullast. De drevs av två växlade ångturbiner som vardera drev en propelleraxel och använde ånga från fem du Temple-pannor. Turbinerna var konstruerade för att producera 49 000 shp (37 000 kW), vilket skulle ge fartygen en maximal hastighet på 35,5 knop (65,7 km/h). Fartygen hade 530 ton brännolja med sig, vilket gav dem en räckvidd på 3 000 nautiska mil (5 600 km) vid 15 knop (28 km/h). Besättningen bestod av 10 officerare och 187 besättningsmän i fredstid och 12 officerare och 209 besättningsmän i krigstid.
Chacal-klassens huvudbestyckning bestod av fem enkelmonterade Canon de 13 cm Modèle 1919 sjömålskanoner, ett par kanoner för och akter om överbyggnaden och en femte kanon bakom den akterliga skorstenen. Kanonerna var numrerade från "1" till "5" från för till akter. Deras luftvärnsbestyckning bestod av två Canon de 7,5 cm kanoner modell 1924 i enkelmontage placerade mittskepps. Fartygen hade två trippeluppsättningar ovanför vattnet av 55 cm torpedtuber. De var också utrustade med fyra sjunkbombskastare för vilka de bar ett dussin 100-kilograms sjunkbomber.

## Konstruktion och tjänstgöring
Tigre beställdes den 26 februari 1923 från Ateliers et Chantiers de Bretagne. Hon kölsträcktes på deras varv i Nantes den 18 september, sjösattes den 2 augusti 1924, färdigställdes den 1 februari 1926 och togs i bruk sex dagar senare. Färdigställandet fördröjdes av problem med maskineriet och sena leveranser från underleverantörer. Fartyget tilldelades 1:a stora jagardivisionen (1ère division de contre-torpeilleurs) (DCT) i Medelhavseskadern (omdöpt till 5:e lätta divisionen (Division légère) (DL) i första eskadern (1ère Escadre) den 1 februari 1927) baserad i Toulon vid färdigställandet, tillsammans med sina systerfartyg Panthère och Chacal. Några dagar efter sin ankomst till Toulon visades Tigre upp under karnevalen i Nice. Den 27 april 1927 deltog fartyget i en flottuppvisning för Gaston Doumergue, Frankrikes president, utanför Marseille. Följande månad var hon ett av de fartyg som eskorterade Doumergue över Engelska kanalen under hans statsbesök i Storbritannien i maj-juni 1927. Tigre var också med när han nästa gång granskade flottan den 3 juli 1928 utanför Le Havre. Den 9 oktober 1928 skickades Tigre iväg från Toulon tillsammans med Chacal och Panthère för att söka efter den försvunna ubåten Ondine.
Tigre och Chacal eskorterade den lätta kryssaren Primauguet till Franska Västafrika mellan den 13 januari och 10 april 1931 och de fyra sjunkbombskastarna togs bort 1932. Fartyget tilldelades den 1 oktober 1932 den 9:e DL vid Torpedutbildningsskolan (Ecole d'application du lancement à la mer) i Toulon. Ungefär två år senare ersattes 7,5 cm-kanonerna av fyra dubbelmonterade 13,2-millimeter kulsprutor. När kriget började i september 1939 var Tigre fortfarande tilldelad den 4:e DCT tillsammans med Panthère och Lynx. Hon tilldelades det västra kommandot (Forces maritimes de l'Ouest) för konvojeskort från oktober till maj 1940 där hon bevakade konvojer som färdades mellan Gibraltar och Brest samt Casablanca, Franska Marocko och Le Verdon-sur-Mer. I november fick fartyget en brittisk typ 123 ASDIC installerad; dessutom återinstallerades två sjunkbombskastare, kanon nr 3 togs bort och hennes förråd av sjunkbomber reducerades till ett dussintal 200 kg och åtta 100 kg sjunkbomber för att förbättra stabiliteten. Fartyget lyckades fly från hamnen under det brittiska angreppet på Mers-el-Kébir den 3 juli och engagerade kortvarigt jagaren HMS Wrestler, tillsammans med Lynx. Systerfartygen attackerade sedan ubåten HMS Proteus med sjunkbomber när de franska fartygen var på väg mot Toulon, dit de anlände dagen därpå. Som de äldsta "contre-torpilleurs" i tjänst placerades Tigre och hennes systerfartyg i reserv och berövades sitt lätta luftvärn.
Den 27 november 1942 togs fartyget nästan intakt av tyskarna när de ockuperade Toulon och överlämnades till italienarna den 14 december. Regia Marina döpte om henne till FR23 och hon togs åter i bruk den 19 januari 1943 efter att Pierre Laval, ledare för Vichy Frankrike, gått med på att överföra henne den 11 januari; hon seglade till Taranto den 13 april där italienarna använde henne som transportfartyg i italienska vatten. Hon var fortfarande inte fullt operativ när Italien kapitulerade den 8 september och fartyget överlämnades till de fria franska styrkorna i Bizerte, Franska Nordafrika, den 28 oktober. Den 15 december togs Tigre åter i bruk, men reparationerna i Bizerte och senare i Casablanca dröjde till mars 1944. Några 20 mm Oerlikon lätta luftvärnskanoner installerades medan hon reparerades. Hon eskorterade konvojer i Medelhavet tills hon påbörjade en långvarig rekonstruktion i Oran, Franska Nordafrika, som varade till den 3 februari 1945. När fartyget eskorterade en konvoj från Korsika till Alger skadades det den 20 april 1944 av splitter från två nära träffar. Under tiden i Oran ersattes Tigres främre panna och skorsten med ytterligare oljetankar, vilket ökade dess räckvidd till 4 000 nautiska mil (7 400 km) vid 13 knop (24 km/h), och ytterligare bostäder för besättningen. Hennes sjunkbombsrälsar förseglades och ett par av brittiska modeller installerades, var och en med plats för nio sjunkbomber samt fyra, senare två, sjunkbombskastare och ytterligare sjunkbomber. En uppsättning torpedturber togs bort som kompensation. Hennes luftvärn bestod nu av två enkelmonterade Bofors 40 mm automatkanoner och tio enkelmonterade Oerlikon lätta luftvärnskanoner. Tigre tilldelades sedan den fransk-kontrollerade styrkan, känd som Flank Force, som tillhandahöll eldunderstöd till allierade styrkor som opererade nära den italiensk-franska gränsen och skyddade den allierade flanken mot tyska sjöstridskrafter baserade i Genua och La Spezia, Italien.
Fartyget befann sig i Toulon när kriget tog slut i maj 1945. Hon gav eldunderstöd till franska styrkor under upploppen i Algeriet senare samma månad och i juni. Tigre började sedan transportera trupper över hela Medelhavet fram till december 1946. Därefter blev hon ett skytteutbildningsfartyg fram till den 9 september 1948 medan jagaren Albatros konverterades. Därefter tjänstgjorde Tigre som stationärt utbildningsfartyg för ingenjörsskolan i Saint-Mandrier-sur-Mer tills hon ströks från flottans register den 4 januari 1954. Fartyget skrotades året därpå.